# Ребич
44°32′ пн. ш. 15°44′ сх. д. / 44.54° пн. ш. 15.73° сх. д.
Ребич (хорв. Rebić) — населений пункт у Хорватії, в Лицько-Сенській жупанії у складі громади Удбина.

## Населення
Населення за даними перепису 2011 року становило 22 осіб.
Динаміка чисельності населення поселення:

## Клімат
Середня річна температура становить 8,20 °C, середня максимальна – 22,33 °C, а середня мінімальна – -7,73 °C. Середня річна кількість опадів – 1249 мм.
| Клімат поселення                              | Клімат поселення | Клімат поселення | Клімат поселення | Клімат поселення | Клімат поселення | Клімат поселення | Клімат поселення | Клімат поселення | Клімат поселення | Клімат поселення | Клімат поселення | Клімат поселення | Клімат поселення |
| Показник                                      | Січ.             | Лют.             | Бер.             | Квіт.            | Трав.            | Черв.            | Лип.             | Серп.            | Вер.             | Жовт.            | Лист.            | Груд.            |                  |
| Середній максимум, °C                         | 5,44             | 6,63             | 9,92             | 14,04            | 18,64            | 22,00            | 22,33            | 22,12            | 17,91            | 13,48            | 8,39             | 4,26             |                  |
| Середня температура, °C                       | −1,14            | 0,03             | 3,34             | 7,45             | 12,05            | 15,41            | 17,80            | 17,60            | 13,38            | 8,95             | 3,85             | −0,27            |                  |
| Середній мінімум, °C                          | −7,73            | −6,55            | −3,25            | 0,86             | 5,45             | 8,82             | 13,28            | 13,06            | 8,85             | 4,42             | −0,68            | −4,8             |                  |
| Норма опадів, мм                              | 91               | 92               | 94               | 106              | 92               | 92               | 66               | 81               | 120              | 134              | 155              | 126              |                  |
| Середньомісячна швидкість вітру, м/с          | 2.24             | 2.37             | 2.56             | 2.49             | 2.28             | 2.05             | 2.02             | 1.92             | 2.04             | 2.18             | 2.42             | 2.49             |                  |
| Середньомісячна сонячна радіація, кДж/м²·день | 4743             | 7432             | 10927            | 15331            | 19434            | 21514            | 23225            | 19977            | 14816            | 9599             | 5149             | 3913             |                  |
| --------------------------------------------- | ---------------- | ---------------- | ---------------- | ---------------- | ---------------- | ---------------- | ---------------- | ---------------- | ---------------- | ---------------- | ---------------- | ---------------- | ---------------- |
| Джерело:                                      |                  |                  |                  |                  |                  |                  |                  |                  |                  |                  |                  |                  |                  |